# Katov (Boêmia do Sul)
Katov é uma comuna checa localizada na região da Boêmia do Sul, distrito de Tábor.